# Socionomer Utan Gränser
Socionomer Utan Gränser var en svensk hjälporganisation, grundad 2010 med säte i Stockholm, för att ge psykosocial hjälp till människor som drabbats av kriser, krig och naturkatastrofer internationellt.
Socionomer Utan Gränser startades i Stockholm vintern 2010 av socionomerna Srour Gabro och Maria Hallens Henrysson, vilka också delar på ansvaret som generalsekreterare. Organisationen är inspirerad av arbetsformen för Läkare utan gränser och bedriver såväl akut som förebyggande socialt arbete i krisländer med behov av psykosociala insatser. Arbetet syftar till att få länders sociala och samhälleliga funktioner att fungera. Skola, barnomsorg, kris- och traumaarbete är verksamhetsområden. Man skickar även ut praktikanter i fält. 
Utöver verksamheten i Stockholm har Socionomer Utan Gränser lokalkontor i Malmö, Göteborg och Anderstorp.
År 2015 fråntog Svensk Insamlingskontroll Socionomer Utan Gränser rätten att använda sina 90-konton. Anledningarna som Svenska Insamlingskontroll angav var att organisationen inte har en sund ekonomi och att organisationen inte uppfyller de krav som kontrollen har.  
Socionomer Utan Gränser avvecklades i Sverige under december 2018.